# Hydrophoria galeata
Hydrophoria galeata är en tvåvingeart som beskrevs av Malloch 1920. Hydrophoria galeata ingår i släktet Hydrophoria och familjen blomsterflugor. Inga underarter finns listade i Catalogue of Life.